# Leptojulis
A Leptojulis a sugarasúszójú halak (Actinopterygii) osztályába a sügéralakúak (Perciformes) rendjébe és az ajakoshalfélék családjába tartozó nem.

## Rendszerezés
A nembe az alábbi 5 faj tartozik:
- Leptojulis chrysotaenia
- Leptojulis cyanopleura
- Leptojulis lambdastigma
- Leptojulis polylepis
- Leptojulis urostigma